# لورنزو دی گرازیا
لورنزو دی گرازیا (انگلیسی: Lorenzo De Grazia؛ زادهٔ ۱ آوریل ۱۹۹۵) بازیکن فوتبال است.
از باشگاه‌هایی که در آن بازی کرده‌است می‌توان به باشگاه فوتبال آسکولی اشاره کرد.